# Campeonato de España de Atletismo en pista cubierta de 2022
El LVIII Campeonato de España de Atletismo en pista cubierta se disputó los días 25 al 27 de febrero de 2022 en la Pista de Atletismo "Expourense" de Orense.
Junto a las pruebas individuales, se celebraron los campeonatos de pruebas combinadas (heptatlón y pentatlón).

## Resultados

### Hombres
Anexo: Récords de los campeonatos
| Evento              | Oro | Plata                                                                                                   | Bronce                                                                                       |
| ------------------- | --- | --- | -------------------------------------------------------------------------------------------- |
| 60 m                | Bernat Canet Cornellá At. 6"61                                                                              | Sergio López Nutriban At. Alcantarilla 6"67                                                             | Pablo Montalvo F.C. Barcelona 6"70                                                           |
| 200 m               | Daniel Rodríguez Playas de Castellón 20"98                                                                  | Ignacio Sáez Real Sociedad 21"16                                                                        | Sergio Juárez Playas de Castellón 21"17                                                      |
| 400 m               | Bruno Hortelano Independiente 46"02                                                                         | Manuel Guijarro F.C. Barcelona 46"07                                                                    | Bernat Erta New Balance Team 46"23                                                           |
| 800 m               | Álvaro de Arriba C.D. Nike Running 1'49"26                                                                  | Mariano García Playas de Castellón 1'49"34                                                              | Adrián Ben C.A. Adidas 1'49"50                                                               |
| 1500 m              | Adel Mechaal New Balance Team 3'36"89                                                                       | Ignacio Fontes C.D. Nike Running 3'37"81                                                                | Saúl Ordóñez New Balance Team 3'39"18                                                        |
| 3000 m              | Adel Mechaal New Balance Team 8'03"73                                                                       | Sebastián Martos F.C. Barcelona 8'05"61                                                                 | Sergio Jiménez Playas de Castellón 8'06"09                                                   |
| 60 m vallas         | Asier Martínez C.D. Nike Running 7"56                                                                       | Enrique Llopis C.A. Gandía 7"61                                                                         | Orlando Ortega CAVA Stock Logistic 7"65                                                      |
| Salto de altura     | Alvaro Corbacho CA Fent Cami Mislata 2,12 m 1.98o / 2.03o / 2.08o / 2.12xo / 2.15xxx                        | Angel Torrero A.A. Catalunya 2,08 m 1.98o / 2.03o / 2.08o / 2.12xxx                                     | Carlos Rojas Unicaja Jaén 2,08 m 2.03xo / 2.08o / 2.12xxx                                    |
| Salto con pértiga   | Alex Gracia F.C. Barcelona 5,52 m 4.92- / 5.12o / 5.22xo / 5.32o / 5.42o / 5.47- / 5.52xo / 5.57xx- / 5.62x | Didac Salas F.C. Barcelona 5,47 m 4.92- / 5.12- / 5.22xxo / 5.32- / 5.42xx- / 5.47o / 5.52x- / 5.57xx   | Adrian Pérez Suárez Tenerife Caja Canarias 5,32 m 4.92o / 5.12o / 5.22xo / 5.32xo / 5.42xxx  |
| Salto de longitud   | Eusebio Cáceres Independiente 7,97 m x / 7.83 / 7.71 / 7.97 / x / x                                         | Héctor Santos F.C. Barcelona 7,87 m 7.35 / x / 7.87 / 7.78 / 7.79 / x                                   | Jaime Guerra Alejandre Cornellá At. 7,72 m x / 7.39 / 7.72 / x / x / x                       |
| Triple salto        | José Emilio Bellido Playas de Castellón 16,15 m 15.97 / 16.15 / x / 16.08 / x / 15.83                       | Sergio Solanas A.D. Marathon 15,89 m x / 15.59 / x / 15.72 / 15.89 / x                                  | Carlos Martín Romero CD Surco Lucena 15,56 m 15.32 / 15.05 / 15.39 / 15.37 / 15.30 / 15.56   |
| Lanzamiento de peso | Carlos Tobalina F.C. Barcelona 19,38 m 18.89 / 20.26 / 19.41 / 19.21 / 19.80 / 19.38                        | José Ángel Pinedo C.A. Fent Camí Mislata 18,65 m 17.56 / 18.04 / 18.25 / 18.65 / 18.25 / x              | Antonio Santana Otero San Fernando 18,40 m 18.40 / 17.85 / 18.14 / x / x / x                 |
| Heptatlón           | Jorge Ureña Playas de Castellón 5955 pts 6.90 / 6.80 / 14.39 / 1.96 / 7.95 / 5.05 / 2:43.83                 | Gerson Vidal Izaguirre Club Atletismo Naron 5657 pts 7.10 / 7.32 / 13.97 / 1.90 / 8.19 / 4.75 / 2:55.49 | Jorge Dávila Playas de Castellón 5608 pts 7.03 / 7.09 / 13.55 / 1.96 / 8.65 / 4.65 / 2:46.38 |

### Mujeres
Anexo: Récords de los campeonatos
| Evento              | Oro | Plata                                                                               | Bronce                                                                                  |
| ------------------- | --- | ----------------------------------------------------------------------------------- | --------------------------------------------------------------------------------------- |
| 60 m                | María Isabel Pérez Valencia C.A. 7"16                                                                       | Sonia Molina-Prados Alcampo Scorpio 71 7"31                                         | Alba Borrero F.C. Barcelona 7"38                                                        |
| 200 m               | Paula Sevilla Playas de Castellón 23"50                                                                     | Lucía Carrillo Playas de Castellón 23"56                                            | Eva Santidrián F.C. Barcelona 23"68                                                     |
| 400 m               | Laura Bueno Valencia C.A. 52"77                                                                             | Sara Gallego C.D. Nike Running 52"82                                                | Aauri Lorena Bokesa F.C. Barcelona 53"80                                                |
| 800 m               | Lorena Martín Playas de Castellón 2'05"46                                                                   | Natalia Romero Unicaja Jaén 2'06"53                                                 | Lucía Pinacchio F.C. Barcelona 2'06"68                                                  |
| 1500 m              | Marta Pérez C.A. Adidas 4'25"42                                                                             | Águeda Muñoz C.A. Adidas 4'25"52                                                    | Esther Guerrero New Balance Team 4'25"82                                                |
| 3000 m              | Solange A. Pereira Valencia C.A. 9:17.63                                                                    | Carla Gallardo Independiente 9:19.26                                                | Beatriz Álvarez Valencia C.A. 9:19.33                                                   |
| 60 m vallas         | Teresa Errandonea Super Amara BAT 8"12                                                                      | Xènia Benach Valencia C.A. 8"14                                                     | Claudia Villalante Piélagos 8"35                                                        |
| Salto de altura     | Saleta Fernández Valencia C.A. 1,85 m 1,65o / 1,70o / 1,74xo / 1,78o / 1,81xxo / 1,83xxo / 1,85xo / 1,88xxx | Una Stancev Nerja Atletismo 1,81 m 1,65o / 1,70o / 1,74o / 1,78o / 1,81o / 1,83xxx  | Garazi Larrakoetxea At. San Sebastián 1,78 m 1,65o / 1,70o / 1,74xo / 1,78xxo / 1,81xxx |
| Salto con pértiga   | Ana Carrasco F.C. Barcelona 4,27 m 4,02o / 4,12o / 4,22xo / 4,27o / 4,32xxx                                 | Malen Ruiz de Azúa Valencia C.A. 4,27 m 4,02xo / 4,12xo / 4,22xo / 4,27xo / 4,32xxx | Mónica Clemente Avinent Manresa 4,22 m 3,92o / 4,12o / 4,22o / 4,32xxx                  |
| Salto de longitud   | Fátima Diame Valencia C.A. 6,47 m x / 6.47 / x / x / x / x                                                  | Irati Mitxelena At. San Sebastián 6,37 m 6.27 / X / 6.29 / 6.14 / 6.34 / 6.37       | Evelyn Yankey Valencia C.A. 6,20 m 6.20 / 6.07 / x / x/ 6.04 / x                        |
| Triple salto        | Ana Peleteiro C.A. Adidas 14,08 m 14.01 / x / 14.07 / 14.08 / 13.90 / x                                     | Patricia Sarrapio Playas de Castellón 13,46 m 13.19 / x / 13.46 / x / x / x         | Naiara Estanga F.C. Barcelona 13,20 m x / 12.69 / 13.05 / 12.45 / 13.20 / x             |
| Lanzamiento de peso | Belén Toimil Playas de Castellón 16,89 m 16.18 / 16.89 / - / - / - / -                                      | Mónica Borraz F.C. Barcelona 15,82 m 14.56 / 15.64 / 15.36 / x / 15.82 / 14.26      | María Felisa Okomo Tolosa C.F. 14,33 m 13.43 / 12.84 / 13.56 / 13.13 / 13.13 / 14.33    |
| Pentatlón           | María Vicente C.D. Nike Running 4582 pts 8"24 / 1,76 / 12,29 / 6,59 / 2'17"16                               | Claudia Conte Playas de Castellón 4374 pts 8"59 / 1,79 / 12,47 / 5,94 / 2'15"31     | Andrea Medina Alcampo Scorpio 71 4032 pts 8"73 / 1,73 / 12,47 / 5,50 / 2'23"11          |

 = Récord nacional
 = Récord de los campeonatos
 = Mejor marca personal
 = Mejor marca de la temporada

## Récords batidos
| Tipo                        | Sexo    | Prueba    | Marca    | Atleta             | Club             |
| --------------------------- | ------- | --------- | -------- | ------------------ | ---------------- |
| Récords de España           | Mujeres | 60 m      | 7"16     | María Isabel Pérez | Valencia C.A.    |
| Récords de España           | Mujeres | Pentatlón | 4582 pts | María Vicente      | Nike Running     |
| Récords de los campeonatos  | Hombres | 1500 m    | 3'36"89  | Adel Mechaal       | New Balance Team |
| Récords de los campeonatos  | Mujeres | 60 m      | 7"16     | María Isabel Pérez | Valencia C.A.    |
| Récords de los campeonatos  | Mujeres | Pentatlón | 4582 pts | María Vicente      | Nike Running     |
| Mejor marca española sub-23 | Hombres | 60 m      | 6.61     | Bernat Canet       | Cornellá At.     |
| Mejor marca española sub-23 | Mujeres | Pentatlón | 4582 pts | María Vicente      | Nike Running     |
| Récords de España sub-20    | Mujeres | 3000 m    | 9:14.96  | Xela Martínez      | Atlética Lucense |
| Mejor marca española sub-18 | Mujeres | 3000 m    | 9:14.96  | Xela Martínez      | Atlética Lucense |